# Anemone hepatica
Anemone hepatica là một loài thực vật có hoa trong họ Mao lương. Loài này được Carl Linnaeus mô tả khoa học đầu tiên năm 1753.

## Hình ảnh

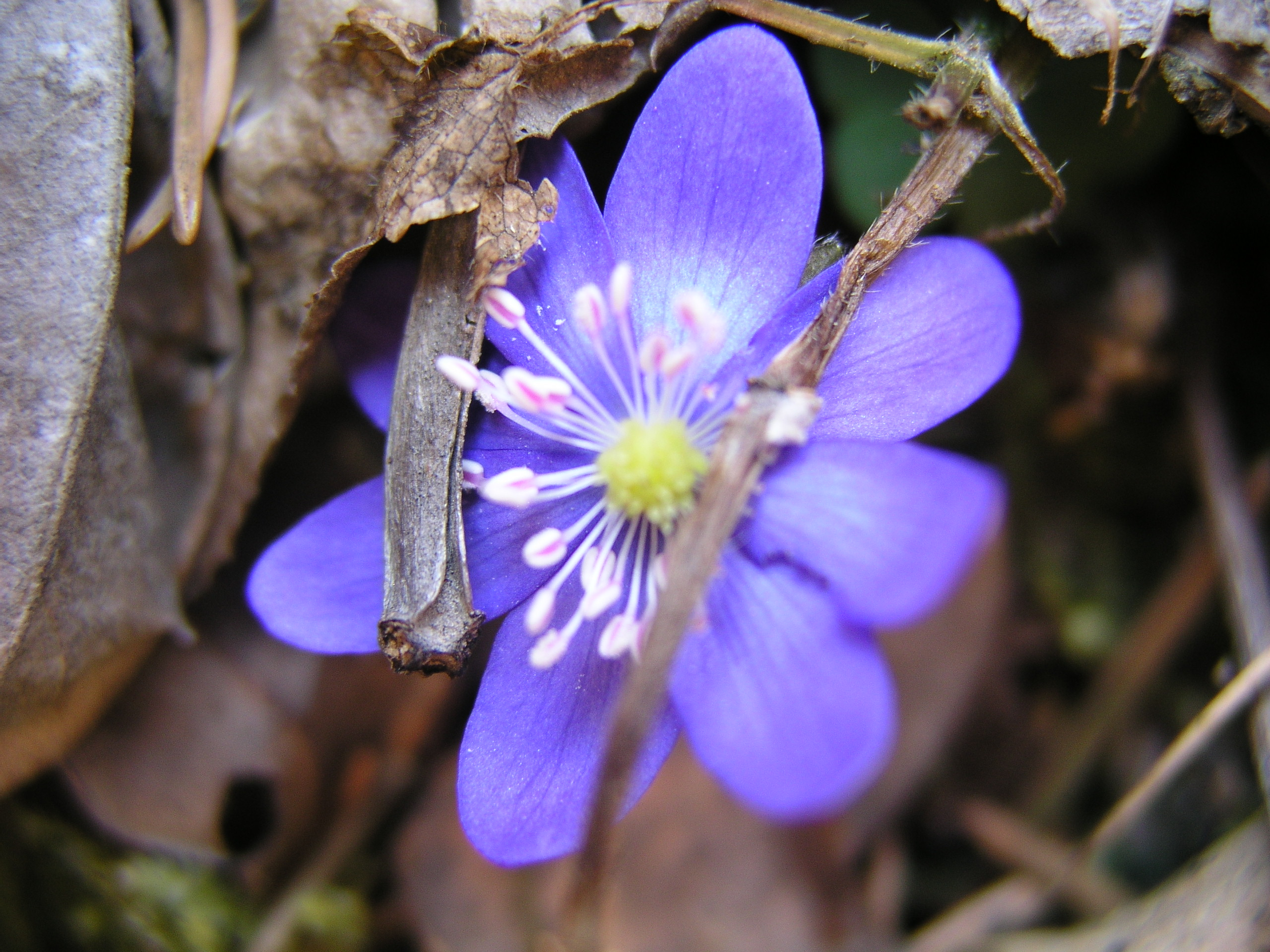
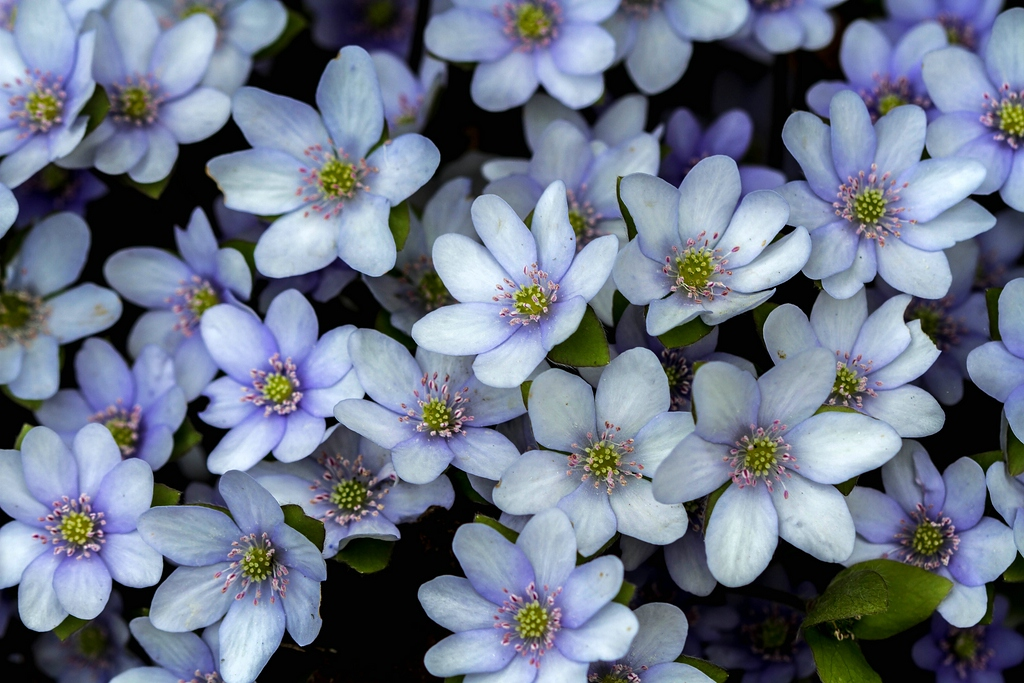
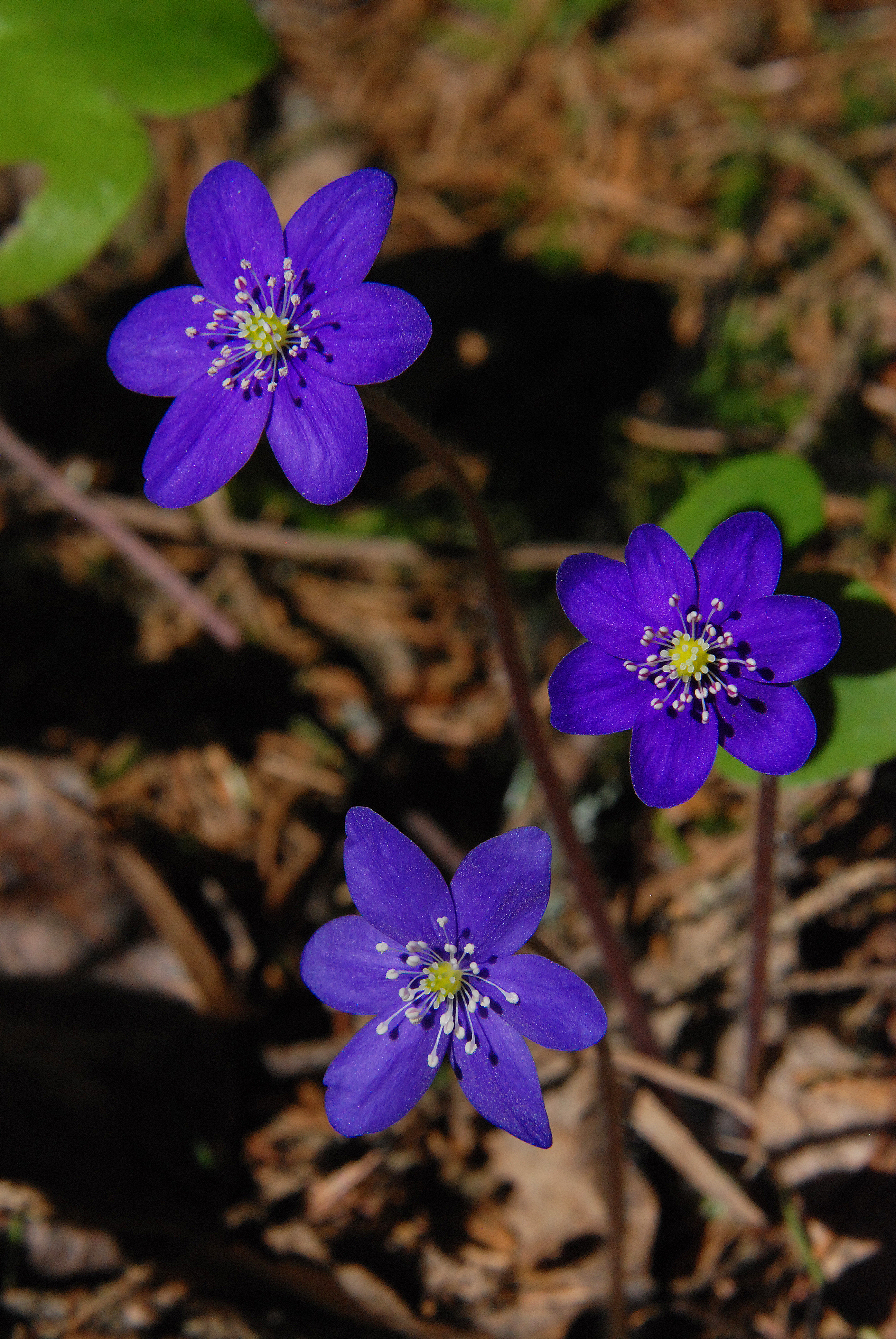
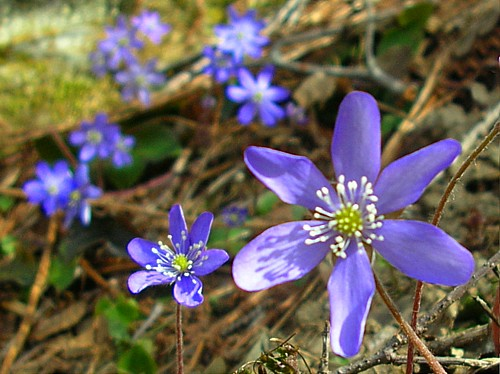
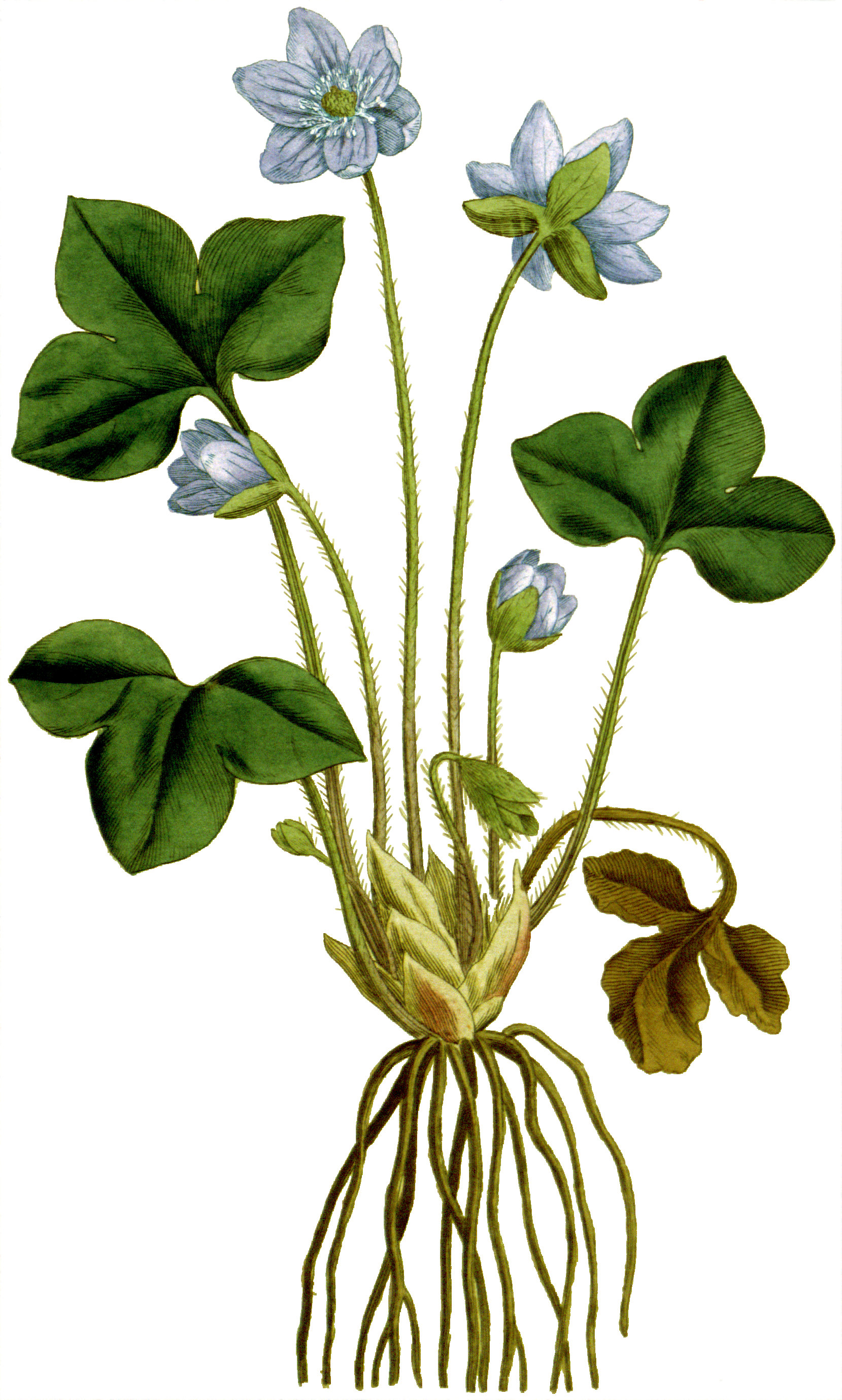
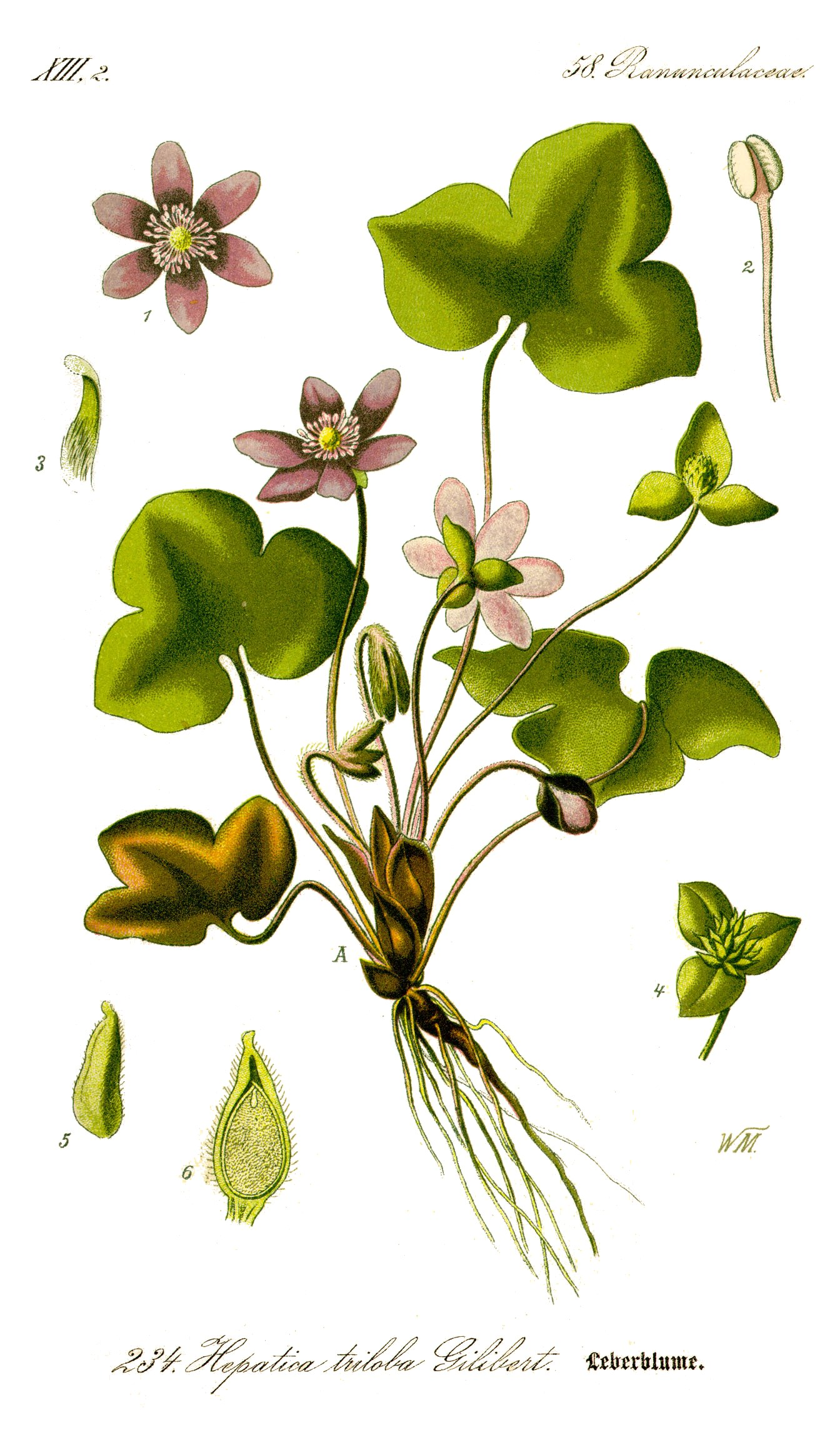
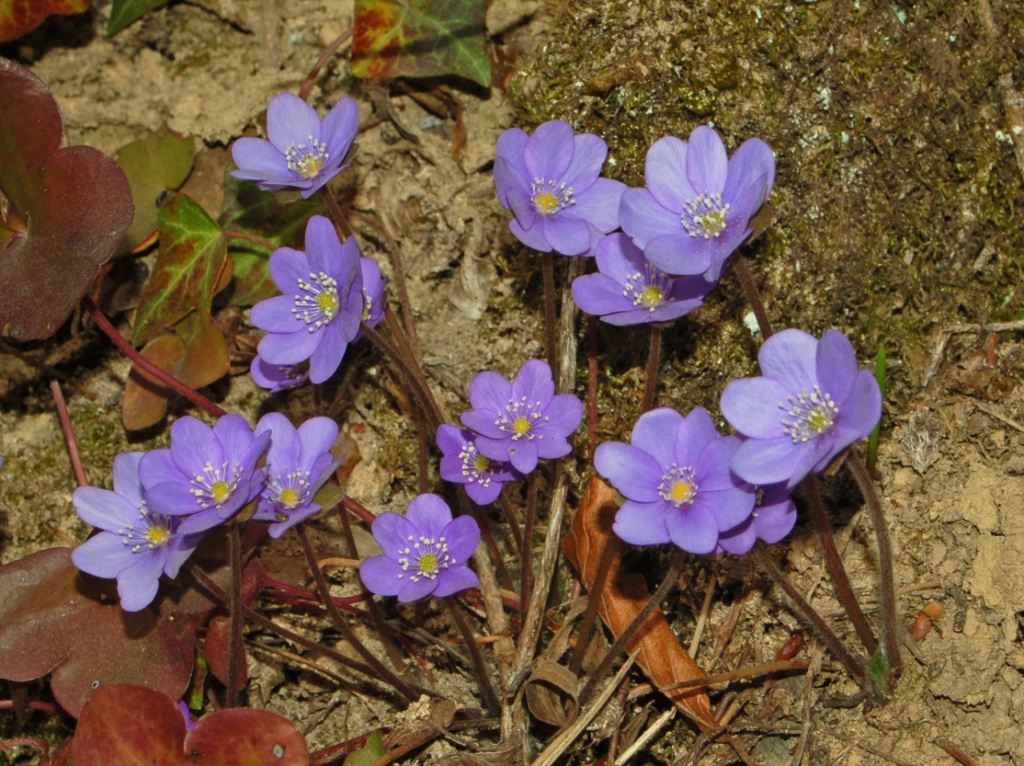
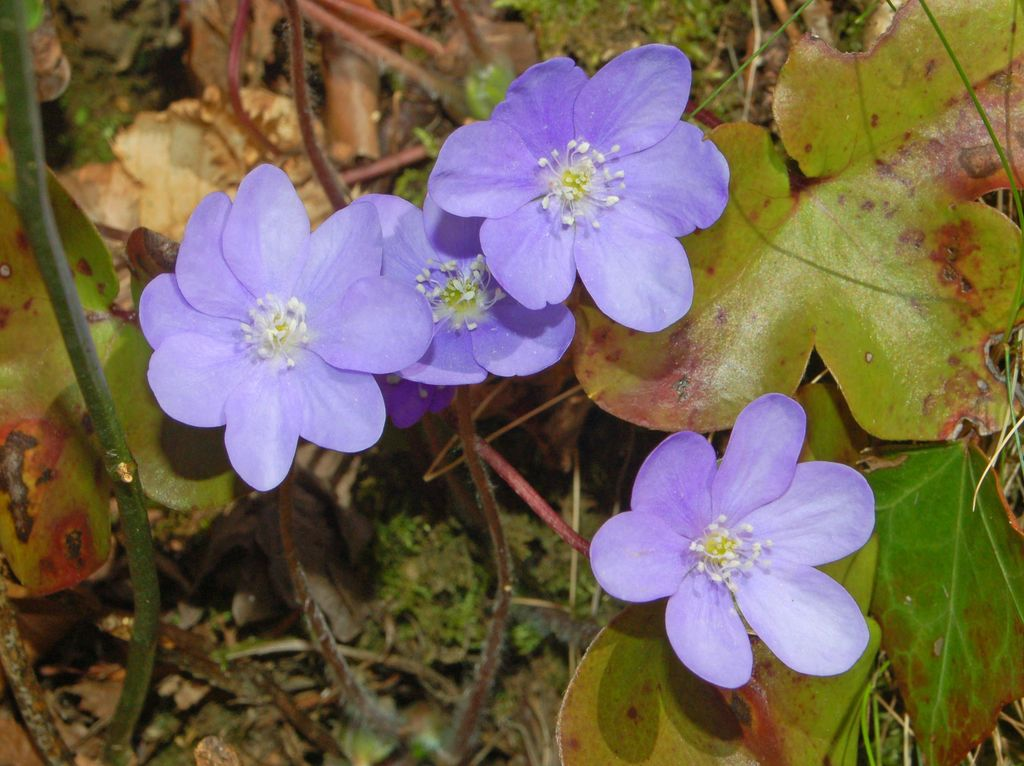
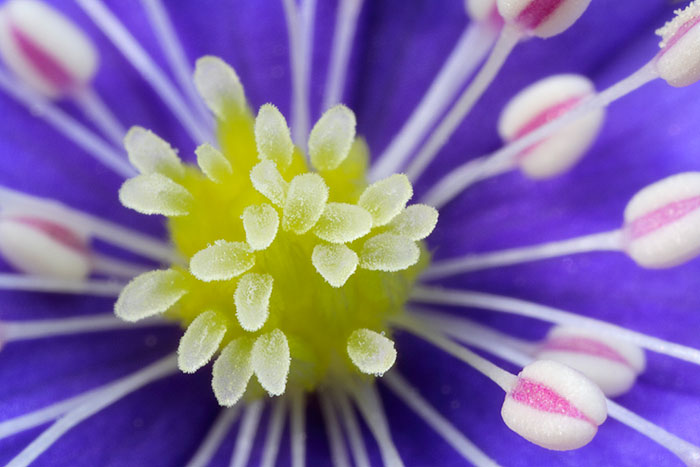
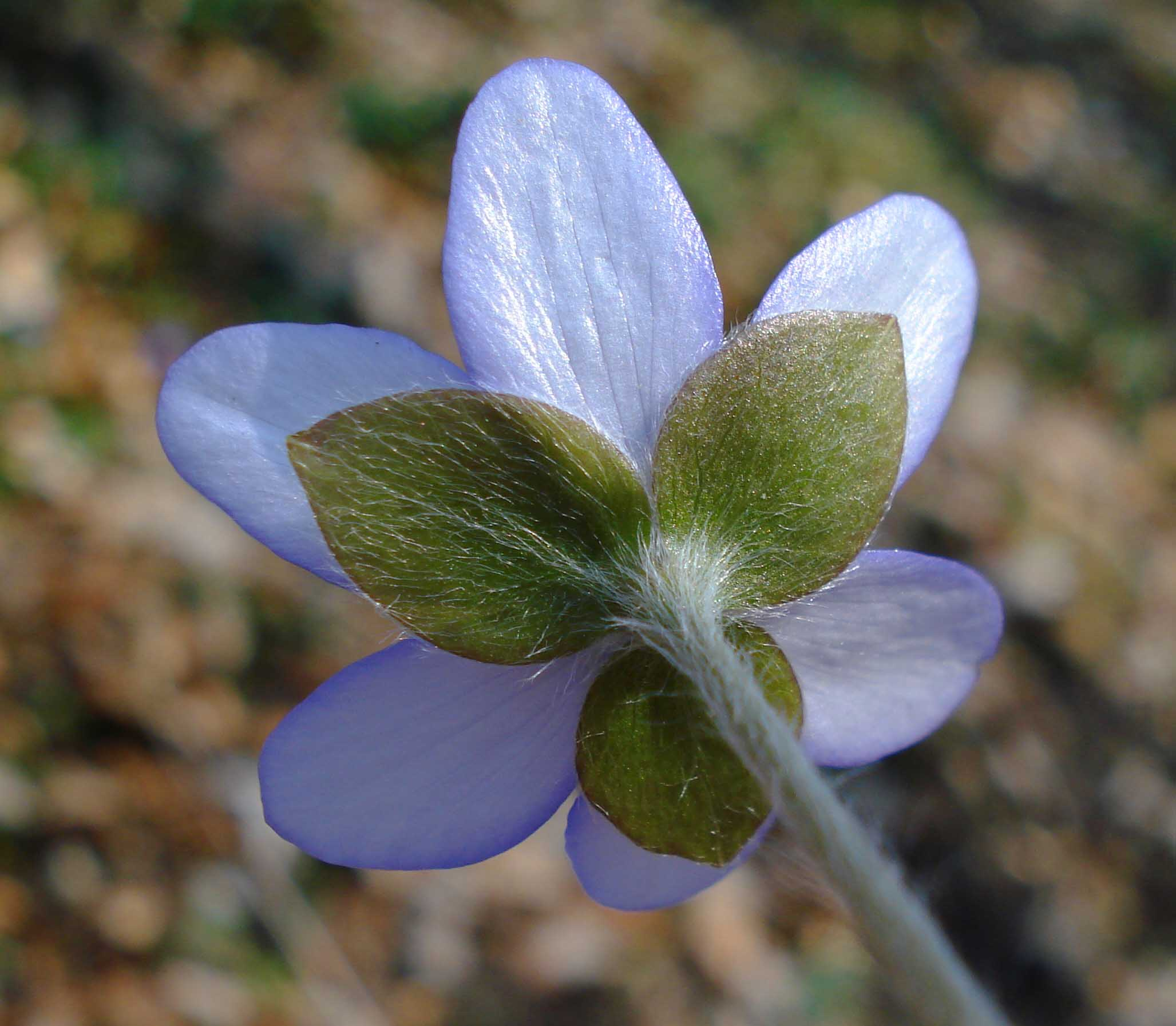
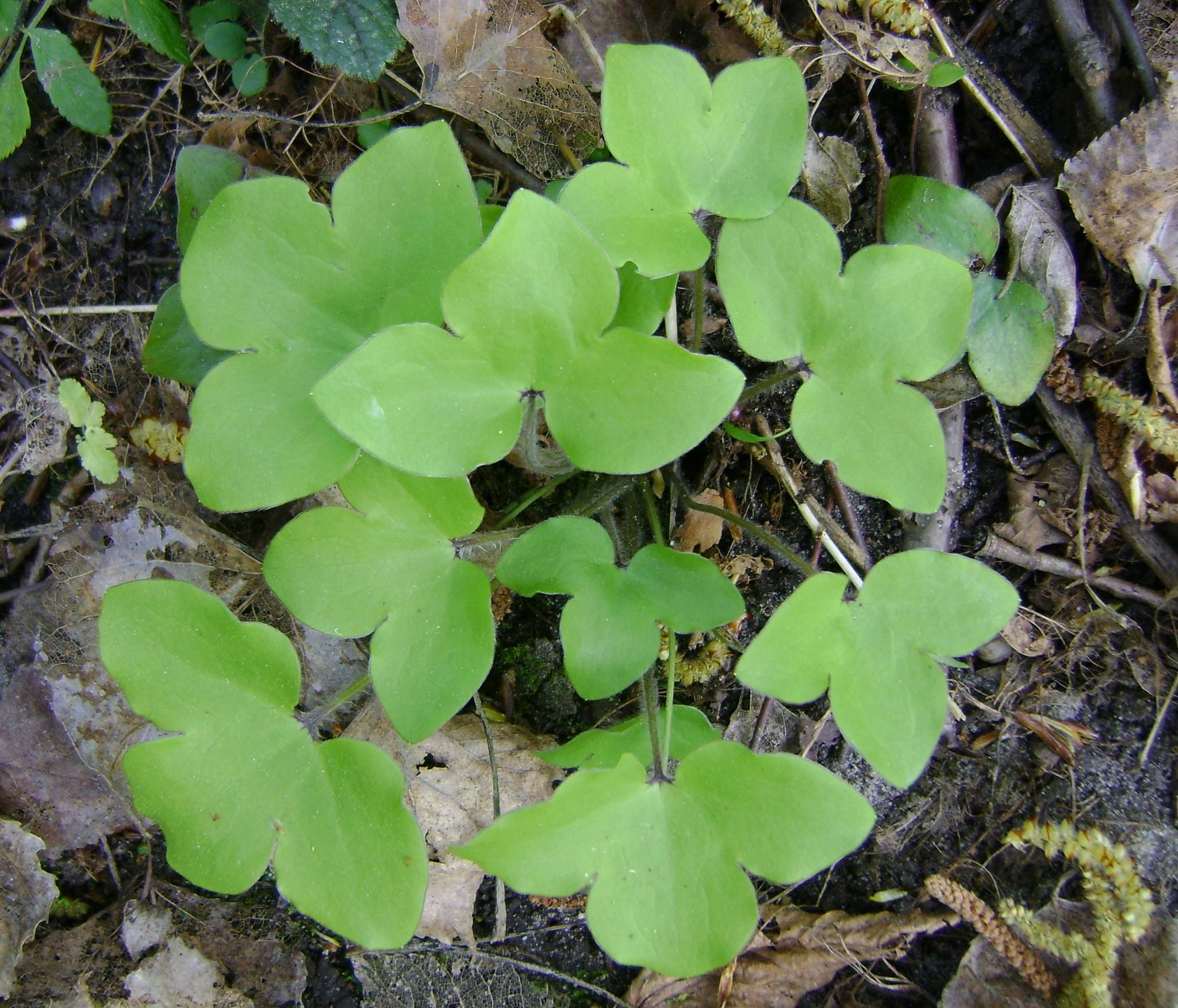